# Ángel Uribe
Ángel Uribe (Lima, Província de Lima, Peru, 29 de setembro de 1943 – Lima, Província de Lima, Peru, 17 de outubro de 2008) foi um futebolista peruano. Fez toda a sua carreira esportiva no Club Universitario de Deportes, sendo o segundo maior vencedor de títulos nacionais da história com sete campeonatos, bem como o segundo maior artilheiro. Jogou pela Seleção Peruana de Futebol nos Jogos Olímpicos de Roma de 1960. Trabalhou na posição de atacante. É considerado o segundo maior ídolo do clube, depois de Lolo Fernández.

## Trajetória
Nasceu no distrito de Ancón em 29 de setembro de 1943. Desde muito jovem demonstrou seu talento esportivo jogando em seu bairro durante o Furacão Ancón. Lá conheceu Hilda Panchano, voleibolista do mesmo clube, com quem se casou em 1961. A pedido do treinador Arturo Fernández e através de Manuel Márquez chegou ao Universitario de Deportes.
Quatro dias depois de sua chegada, estreou-se profissionalmente em uma partida internacional contra o Vasco da Gama, em 1959. Começou a jogar por dentro, mas como Alberto Terry também jogou nessa posição, foi colocado como apontador esquerdo. Posteriormente, voltou à posição de 10, tendo como ala canhoto Enrique Rodríguez e formando uma dupla na frente com Enrique Casaretto. Defendeu a camisa merengue em quinze temporadas consecutivas, onde conquistou sete títulos nacionais (incluindo dois campeonatos duplos), três vice-campeões, artilheiro em 1964 com 16 gols e vice-campeão na Copa Libertadores da América de 1972.
Jogou sua última partida como profissional no último dia do Campeonato Descentralizado de 1973 em uma partida contra o Deportivo Municipal, que terminou com um placar de 2 a 1 a favor dos cremes. Em 1975, substituiu o uruguaio Juan Eduardo Hohberg como técnico do Universitario de Deportes, para posteriormente trabalhar com as divisões inferiores do clube. Morreu na madrugada de 17 de outubro de 2008, em sua casa em Ancón, vítima de câncer generalizado.

## Seleção nacional
Foi internacional pela Seleção Peruana de Futebol em 20 ocasiões e marcou 2 gols. Estreou em 10 de julho de 1960 em um amistoso contra a Seleção Espanhola,[carece de fontes?] participou das eliminatórias das Copas do Mundo FIFA de 1962 e 1966, bem como nos Jogos Olímpicos de Roma de 1960. Seu último encontro com a seleção nacional foi disputado em 30 de julho de 1967, em um amistoso contra o Japão.[carece de fontes?]

## Carreira

### Clubes
- 1959-1973: Club Universitario de Deportes (Peru)

### Seleção
- 1961-1969: Peru